# Zophosis holmi
Zophosis holmi là một loài bọ cánh cứng trong họ Tenebrionidae. Loài này được M. L. Penrith miêu tả khoa học năm 1977.